# Alepisauriformes
Alepisauriformes es un orden de peces prehistóricos descritos científicamente por Charles Tate Regan en 1911. Se cree que un fósil  de Apateodus data alrededor de los 112 millones de años.

## Clasificación
Géneros de Alepisauriformes:
- † Apateodus Woodward, 1901
- † Apateopholis Woodward, 1891
- † Argillichthys Casier, 1966
- † Cheirothrix
- † Cyranichthys Casier, 1965
- † Dercetis Münster & Agassiz, 1834
- † Dercetoides
- † Drimys Jordan, 1925
- † Exocoetoides Davis, 1887
- † Eurypholis Pictet, 1850
- † Halec Agassiz in Sternberg, 1834
- † Hemisaurida Kner, 1867
- † Holosteus Agassiz, 1841
- † Ichthyotringa Cope, 1878
- † Leptecodon Williston, 1899
- † Lestidiops C. L. Hubbs, 1916
- † Palaeolycus Marck, 1863
- † Parascopelus Sauvage, 1873
- † Parenchodus Raab & Chalifa, 1987
- † Pelargorhynchus Marck, 1858
- † Phylactocephalus Davis, 1887
- † Prionolepis Egerton in Dixon, 1850
- † Rharbichthys Arambourg, 1955
- † Rhynchodercetis Arambourg, 1944
- † Saurorhamphus Heckel, 1849
- † Stratodus Cope, 1872
- † Telepholis Marck, 1868
- † Volcichthys D'Erasmo, 1946